# Stolliana sabulosa
Stolliana sabulosa is een rechtvleugelig insect uit de familie Pamphagidae. De wetenschappelijke naam van deze soort is voor het eerst geldig gepubliceerd in 1875 door Carl Stål.